# Joseph Wirth
Karl Joseph Wirth (Freiburg im Breisgau, 6. rujna 1879. – Freiburg im Breisgau, 3. siječnja 1956.), je njemački političar iz DZP-a koji je od 10. svibnja 1921. do 14. studenog 1922. služio kao njemački kancelar. Zajedno sa svojim ministrom vanjskih poslova, Waltherom Rathenauom, Wirth je krenuo u ostvarivanje politike "ispunjavanja" u skladu s njemačkim reparacijama kako bi pokazao da je Njemačka u nemogućnosti da plati.
Wirth je do danas najmađi kancelar kojeg je imala Njemačka. Danas je najpoznatiji po svom govoru iz 1922. ispred Reichstaga nakon što su desni ekstremisti ubili Walthera Rathenaua. Wirth - kao političar desnog centra - je rekao: "Neprijatelji su desno!"
Njegove riječi su se pokazale istinitim.